# Mauvages
Mauvages ist eine französische Gemeinde mit 240 Einwohnern (Stand 1. Januar 2022) im Département Meuse in der Region Grand Est (bis 2015 Lothringen).

## Geografie
Die Gemeinde Mauvages liegt etwa 40 Kilometer südwestlich von Toul, an der Scheitelhaltung des Rhein-Marne-Kanals zwischen den Tälern des Ornain und der Maas.

### Tunnel von Mauvages
Die Scheitelstrecke wird durch einen 4.880 m langen Schiffstunnel bewältigt, durch den Boote und Schiffe bis 2011 von einem elektrisch betriebenen Kettenschlepper mit einer Geschwindigkeit von 2,5 km/h gezogen wurden. Er benutzte eine zweipolige Oberleitung, die mit einer Spannung von 1000 Volt gespeist wurde. Danach wurde der Schlepper stillgelegt, seitdem fahren Boote im Konvoi mit eigener Motorkraft durch den Tunnel. Allerdings ist die Oberleitung noch erhalten. Ein Bediensteter der VNF fährt dabei mit dem Fahrrad auf dem Treidelpfad nebenher. Das östliche Tunnelende liegt im Gemeindegebiet von Mauvages, weshalb der Tunnel auch als Tunnel von Mauvages bezeichnet wird. Der Tunnel wurde zwischen 1842 und 1847 erbaut.
|  |  |  |

## Bevölkerungsentwicklung
| Jahr      | 1962 | 1968 | 1975 | 1982 | 1990 | 1999 | 2007 | 2019 |
| Einwohner | 325  | 304  | 218  | 191  | 238  | 236  | 261  | 251  |

## Sehenswürdigkeiten
- Kirche Saint-Pantaléon mit romanischem Portal
- Eremitage Notre-Dame-de-Bonne-Espérance mit Kapelle Visitation-de-la-Vierge
- Waschhaus, erbaut 1831

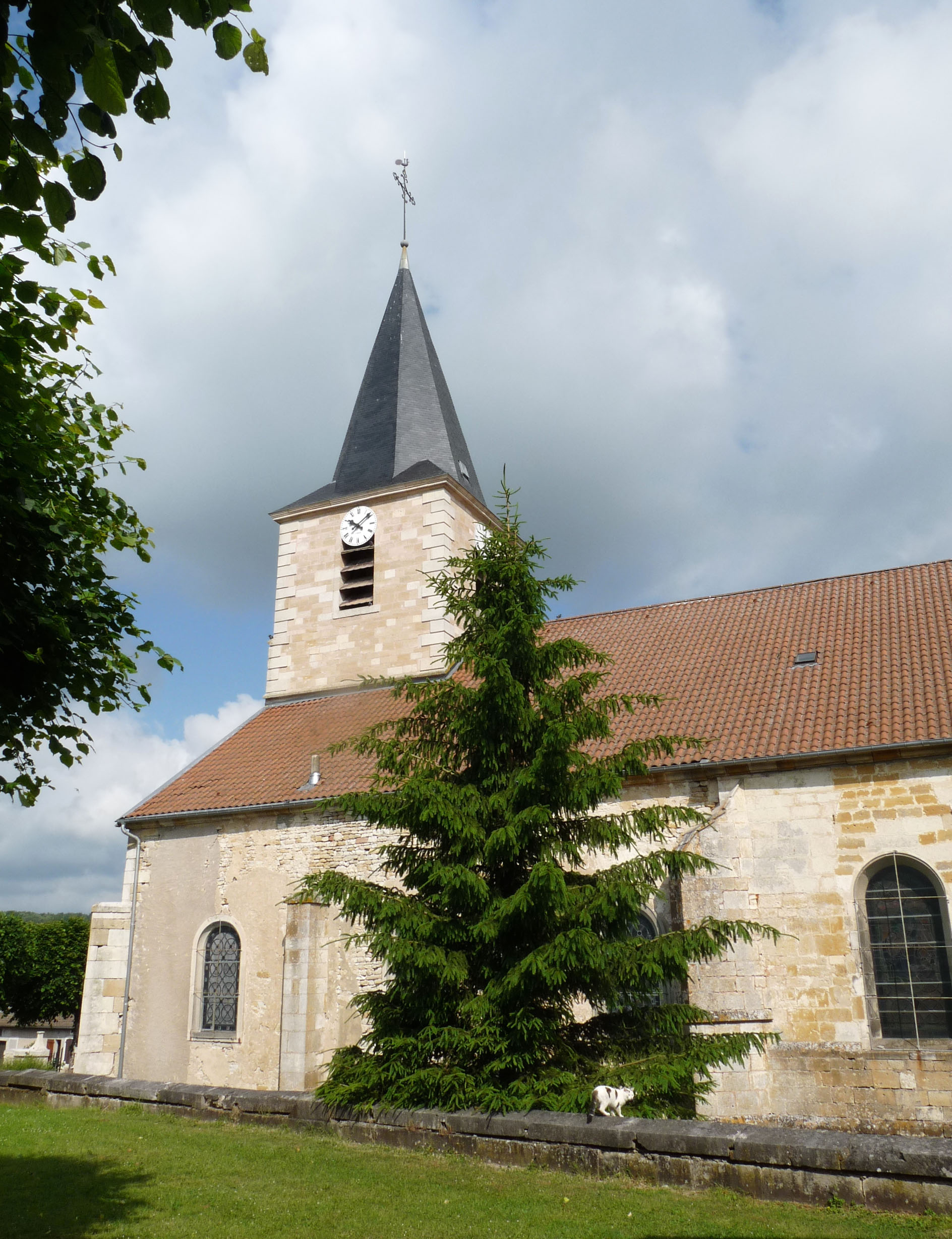
Kirche Saint-Pantaléon
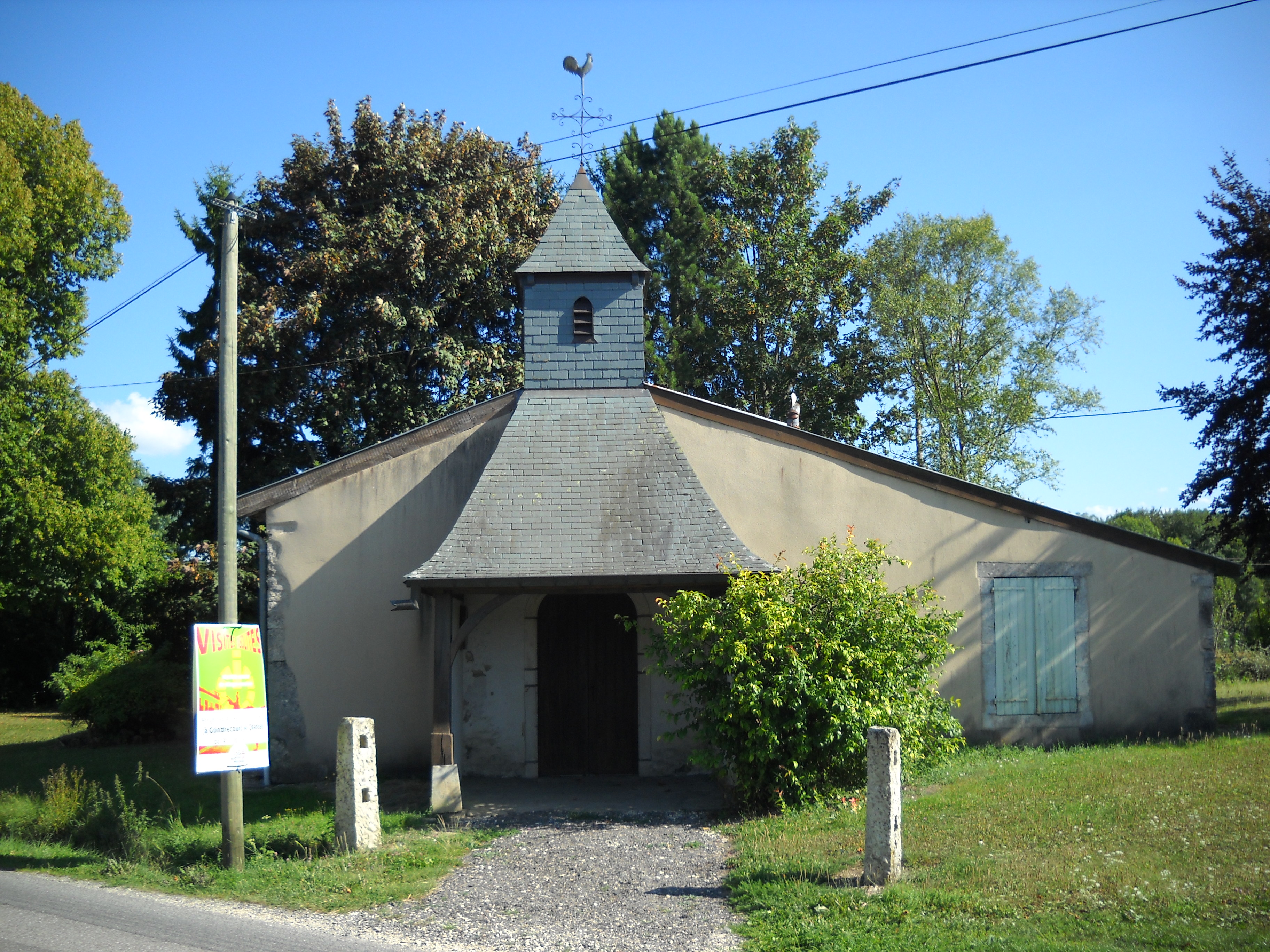
Kapelle Visitation-de-la-Vierge